# Passiflora cardonae
Passiflora cardonae Killip – gatunek rośliny z rodziny męczennicowatych (Passifloraceae Juss. ex Kunth in Humb.). Występuje endemicznie w Wenezueli. 

## Morfologia
PokrójDrewniejąca bylina o owłosionych pędach.
LiściePodłużnie eliptyczne, rozwarte lub ostrokątne u podstawy. Całobrzegie, z tępym lub ostrym wierzchołkiem. Ogonek liściowy jest owłosiony i ma długość 8–10 mm. Przylistki są nietrwałe.
KwiatyPojedyncze lub zebrane w pary. Działki kielicha są liniowe, mają 2,5 cm długości. Płatki są liniowe, mają 1,5 cm długości. Przykoronek ułożony jest w dwóch rzędach, żółty, ma 10 mm długości.

## Biologia i ekologia
Występuje w lasach oraz wśród roślinności krzewiastej na wysokości 900–2300 m n.p.m.